# Europsko prvenstvo u košarci za žene – Italija 1981.
Europsko prvenstvo u košarci za žene 1981. godine održalo se u Italiji 1981. godine.